# متنزه تلاسمطان الوطني

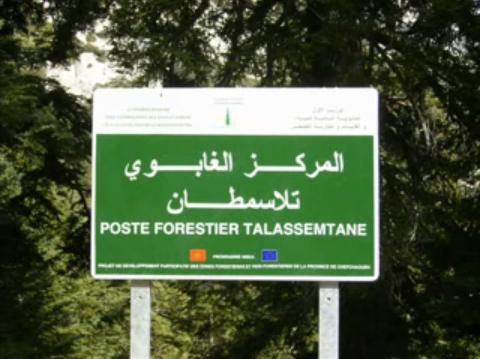
المركز الغابوي تلاسمطان.

منتزه تلاسمطان الوطني هي محمية طبيعية تقع في شمال المغرب في منطقة باب تازة، وبالضبط بجبل لقرع أمام قرية أقشور قرب مدشر ماجو، واغزالن، وهو منتزه في غاية الجمال.
و يزخر هذا المنتزه بتنوع بيولوجي مهم كما يعتبر قبلة سياحية ممتازة ، لتوفره على مناظر طبيعية جميلة تستهوي عشاق السياحة الجبلية.
منتزه تلاسمطان الوطني في منطقة الريف شمال المغرب. على مساحة 589.5 وكم مربع (227.6 ميل مربع) تم تقييمه كمحمية وطنية في أكتوبر 2004 للحفاظ آخر الغابات التنوب الهددة في المغرب.

## الجغرافيا
تشمل محمية تلاسمطان على قرابة 6 جماعات، تنتمي أربع منها لإقليم شفشاون، وهي: جماعة أسيفان، وجماعة تلمبوط، ثم جماعة باب تازة.
تضارسيا تغلب عليه وعورة المسالك، وبطابعه الجبلي، ذات مناظر بلورية قس على ذلك الشمس الساطعة مما يزيد في جمال الطبيعية الخلابة، من القمم نجد جبل القرع 2159 متر، وجبل تيسوكا 2122 متر.
جيولوجيا يعود تكوينه إلى الزمن الثالث الحديث التكوين، وتتشكل طبقاته أساسا من الكلس والشيست.

### المناخ
تعد محمية تلسمطان منطقة مطرية، تبلغ التساقطات الأقصى فيها إلى 2000 ملم في السنة، مع تساقطات ثلجية على قمم الجبال، لأزيد من 4 أشهر في السنة.

## التراث العالمي
تمكن المغرب من تسجيل العديد من المواقع في لائحة التراث العالمي، ومن بينها موقع منتزه تلاسمطان الوطني في اللائحة الأولية المؤقتة لتراث العالمي الإنساني الطبيعي، وانضمت إلى «قائمة مواقع التراث العالمي في المغرب» سنة 1998.